# Basilica di Santa Margherita (Santa Margherita Ligure)
La basilica di Santa Margherita Vergine e Martire - e santuario di Nostra Signora della Rosa - è un luogo di culto cattolico situato nel comune di Santa Margherita Ligure, in piazza Caprera, nella città metropolitana di Genova. La chiesa è sede della parrocchia di Santa Margherita d'Antiochia del vicariato di Rapallo-Santa Margherita Ligure della diocesi di Chiavari.

## Storia

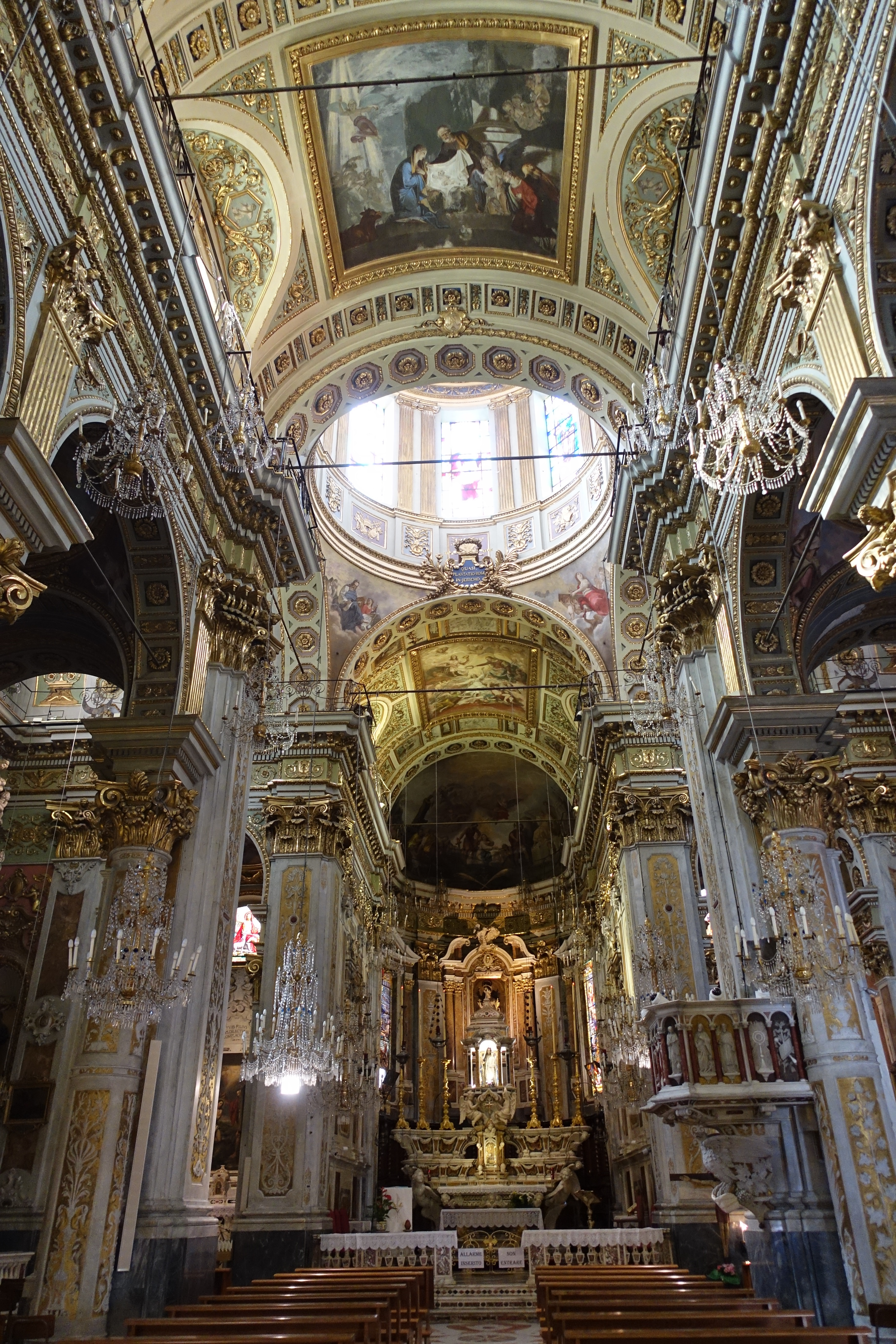
La navata centrale

L'edificazione dell'odierna chiesa è risalente al 1658 quando fu posta la prima pietra nel luogo dove già sorgeva, come testimoniano alcuni scritti, un edificio di culto databile al XIII secolo, epoca a cui risalirebbe l'istituzione della parrocchia. La parrocchia, successivamente soppressa e aggregata alla comunità della chiesa di San Siro, ubicata nell'omonimo quartiere sammargheritese, fu ricostituita nel 1646 dal cardinale Stefano Durazzo dell'arcidiocesi di Genova.
Eletta nel 1666 al titolo di arcipretura e plebania, con decreto del cardinale genovese Stefano Spinola, fu solennemente consacrata il 23 settembre del 1770 dall'arcivescovo di Genova monsignor Giovanni Lercari così come attesta una lapide marmorea sopra il portale maggiore. L'intitolazione a basilica minore si ebbe il 26 gennaio del 1951 con breve apostolico di papa Pio XII.

### Devozione a Maria e a santa Margherita
Secondo le fonti storiche il culto religioso verso Nostra Signora della Rosa ha origini nel medioevo quando alcuni naviganti portarono nel borgo sammargheritese l'immagine mariana. Il gruppo ligneo è costituito dalle raffigurazioni della Vergine Maria, del Bambino Gesù sul braccio sinistro e nella mano destra una rosa. Alcuni documenti testimoniano, tra cui il primo è databile al 1311, il forte legame della popolazione rivierasca verso tale effigie già in tempi più antichi.
Fu nel 1672, in contemporanea dell'erezione del nuovo edificio di culto, che la sacra immagine venne posta dapprima su un altare laterale - oggi dedicato alla Madonna del Rosario - e dal 25 febbraio 1756 in un tabernacolo di marmo sopra l'altare maggiore dov'è posizionata tuttora. Trent'anni dopo, il 25 luglio del 1776 ebbe luogo la cerimonia dell'incoronazione. 
Maria con il titolo soave di N.S. della Rosa viene solennizzata ogni anno in maggio, la quinta domenica dopo Pasqua, mentre la titolare, santa Margherita di Antiochia, che rappresenta la principale festività della comunità parrocchiale e la patrona della città, ricorre il 20 luglio, quando si svolge una processione nel centro storico, accompagnata dal suono delle campane e da uno spettacolo pirotecnico sulla passeggiata a mare.

## Descrizione

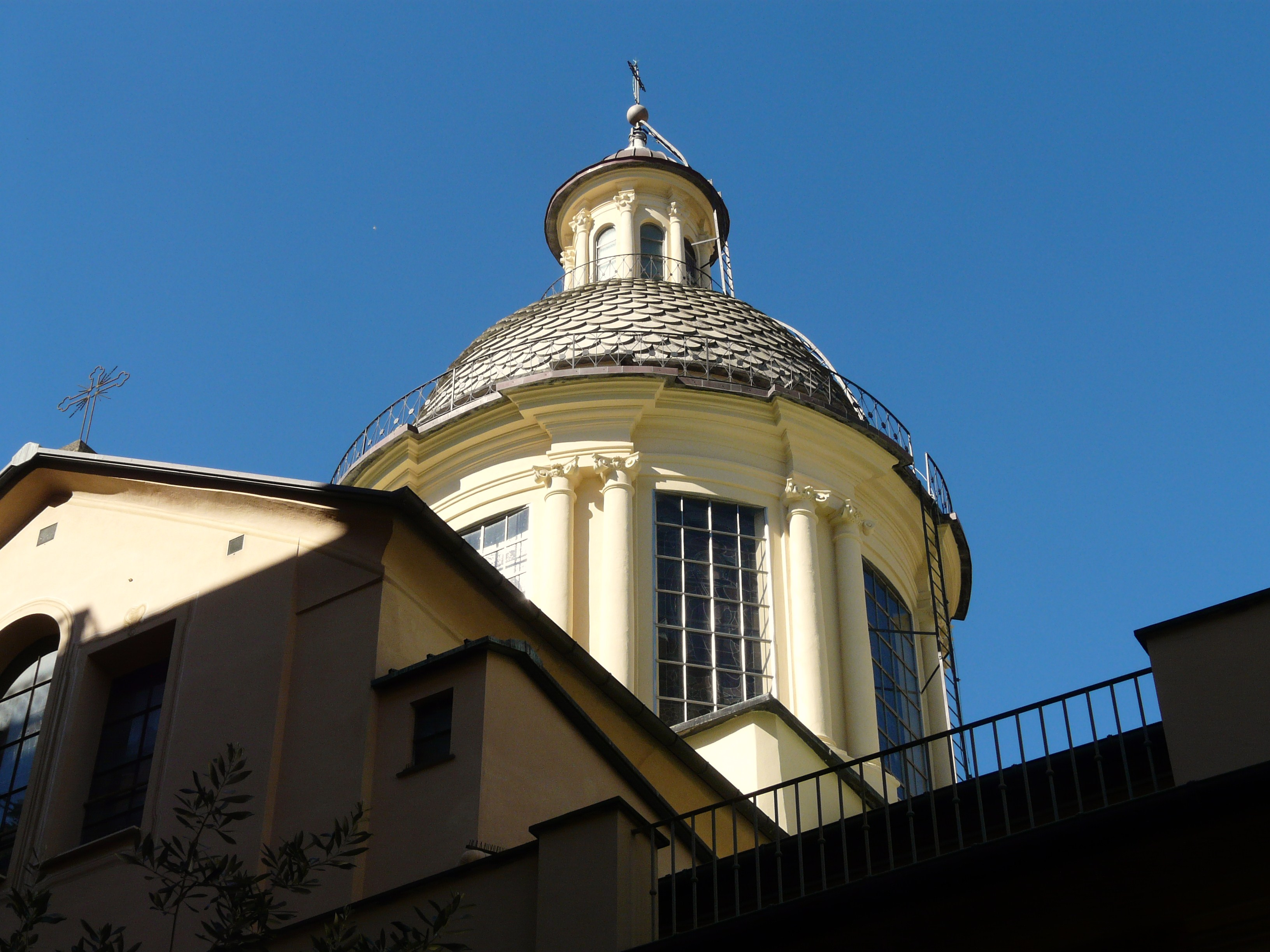
La cupola

### Architettura
La chiesa fu costruita in stile barocco su progetto dell'architetto Giovanni Battista Ghiso, il quale ideò un edificio con pianta a croce latina, diviso in tre navate da colonne e sovrastato da cupola. La facciata fu rivoltata verso est, modificando l'orientamento originario della chiesa, della quale fu tuttavia conservato il campanile in pietra.
L'erezione di un nuovo campanile si verificò nel 1750 su progetto di Carlo Orsolino, poggiante sull'angolo destro della facciata; il vecchio campanile in pietra fu demolito nel 1786. Il fronte principale, rivisto dallo stesso Orsolino, è tripartito da un duplice ordine di colonne binate e impreziosito con l'inserimento delle statue in stucco degli apostoli Pietro e Paolo rispettivamente nella nicchia sinistra e destra. Il fronte è inoltre arricchito da bassorilievi raffiguranti La chiamata di san Pietro nella specchiatura ottagonale che sovrasta il portale laterale sinistro.
Secondo un'antica leggenda durante la demolizione nel 1672, necessaria per l'ampliamento della chiesa, fu ritrovata sotto l'altare maggiore-cupola una grande vasca-pozza, piena d'acqua e profumata di rose, attualmente murata e ubicata sotto il pavimento marmoreo del presbiterio-transetto. Gli abitanti attribuirono ad essa poteri miracolosi e ancora oggi vengono attribuiti alla Madonna della Rosa poteri taumaturgici, in particolare - secondo il credo religioso - guarigioni di bambini. Nella tradizionale festa annuale, celebrata la domenica che antecede l'Ascensione di Gesù, vengono benedette le rose portate dagli abitanti.
Il secondo campanile fu edificato nel 1920, poggiante sul lato sinistro della facciata. Essi hanno un'insigne Concerto (con difetti nell'aspetto, delle altezze tonali, in quanto solo 2, furono centrati, nel complessivo e i rimanenti, sono calanti o crescenti, nelle varie sfumature) di 10 Bronzi dalla caratura strepitosa (di cui, in minima percentuale, possiedono, una timbrica, addirittura che raggiunge, la dimensione paradisiaca, al tal punto da suscitare, la pelle d'oca e sviluppano, una potenza, che fa vibrare, l'antistante piazza, invece alcuni, tra i più grandi, manifestano, degli armonici parziali gravi, particolarmente marcati) in Si bemolle 2 (9 in Scala eptatonica+la Settima minore): Fusi dall'Antica Premiata Fonderia Enrico Picasso & Figli di Avegno nel 1963. I 5 piccoli sono situati nella Torre di sinistra, i 5 grandi sono situati nella Torre di destra. Mentre l'antistante piazzale-sagrato in ciottoli bianchi e neri fu realizzato nel 1975 usando la caratteristica tecnica ligure del risseu.

### Interno

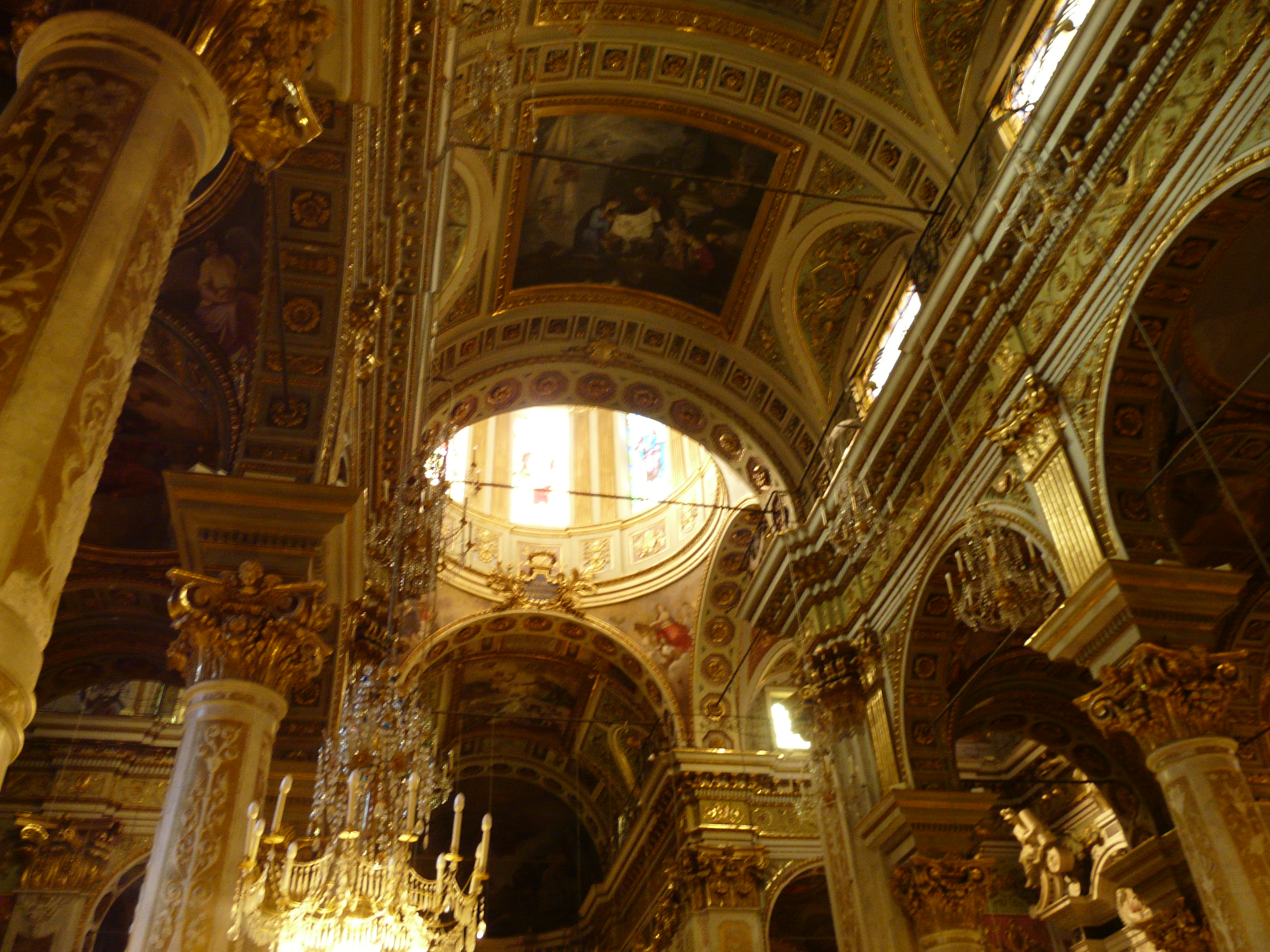
Gli affreschi e decorazione del soffitto della navata centrale

La decorazione a stucco e la decorazione ad affresco dell'abside e della volta del presbiterio è opera dei pittori torinesi G. e Luigi Vacca nel 1826 in occasione del primo cinquantesimo dell'incoronazione di Nostra Signora della Rosa; gli affreschi raffigurano il Martirio di santa Margherita d'Antiochia e la Gloria di santa Margherita. Le volte della navata centrale e dei bracci del transetto raffigurano i Misteri gaudiosi, opera del pittore fiorentino Nicolò Cianfranelli, in cinque riquadri: Natività, Gesù tra i dottori del Tempio, Circoncisione, l'Annunciazione e la Visita della Vergine a sant'Elisabetta.
Nel 1876, centenario dell'incoronazione, furono realizzate le decorazioni a stucco della cupola e l'affrescamento delle volte delle navate laterali in corrispondenza delle cappelle; tra queste la cappella di San Giovanni Battista fu affrescata dal genovese Giuseppe Isola con la Gloria del Precursore e la Fuga in Egitto.

### Le opere
Tra le opere pittoriche vi sono conservate:
- Il Matrimonio mistico di santa Caterina d'Alessandria di Valerio Castello sull'altare di santa Caterina d'Alessandria, quest'ultimo eretto nel 1826 con i marmi di spoglio della chiesa di San Paolo di Genova;
- I santi Domenico, Pietro martire, Brigida e Nicola da Tolentino in adorazione della croce datato al 1607 di Giovanni Battista Bracelli sull'altare della Santa Croce anch'esso realizzato nel 1826 con i marmi della chiesa genovese;
- La pesca miracolosa di pittore ignoto sull'altare di san Pietro, costruito a spese dei pescatori e marinai di Santa Margherita Ligure nel XVIII secolo;
- Madonna del Rosario, pala d'altare di Bernardo Castello e i Misteri del Rosario di Paolo Gerolamo Piola sull'altare del Rosario, scolpito nel 1689 da Giacomo Gaggini. Sul fastigio, retto da colonne in marmo di Porto Venere, sono raffigurate allegorie di Fede, Speranza e Carità;

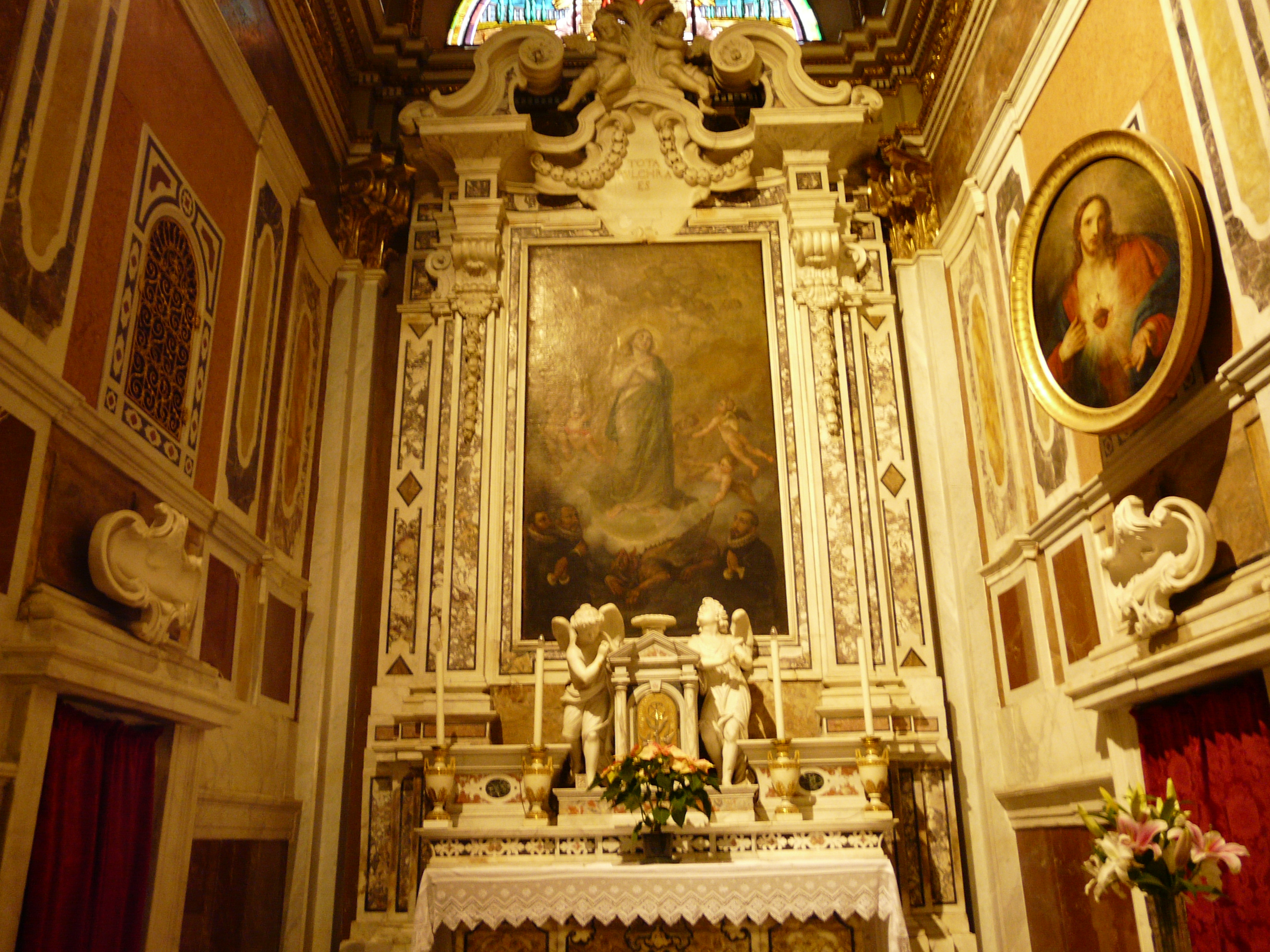
Dipinto della chiesa

- Il battesimo di Cristo di Giovanni Battista Casoni, nativo di Lerici e cognato nonché allievo di Domenico Fiasella, sull'altare di san Giovanni Battista;
- Immacolata e tre donatori di Oldino Multedo del XIX secolo nell'altare della Santissima Concezione;
- Santissima Trinità invocata da san Nicola di Bari alla presenza di Lazzaro e del ricco Epulone del genovese Giovanni Andrea Carlone sull'altare della Santissima Trinità;
- La predica di san Francesco Saverio del XIX secolo di pittore ignoto nell'altare di san Giuseppe;
- Angelo Custode di Giovanni Andrea De Ferrari nell'omonimo altare;
- La pietà ritenuta copia dell'opera di Luca Cambiaso custodita nella basilica di Santa Maria di Carignano di Genova.

Tra le opere scultoree vi sono conservate:
- Urna cineraria di Lucio Taiezio Pepso, databile al II secolo, nel vestibolo dell'ingresso a mare;
- Madonna del Rosario e San Giovanni Bono del XVII secolo la prima e del XX secolo la seconda sull'altare del Rosario;
- Il preziosissimo simulacro - manichino - statua medioevale di Nostra Signora sotto il titolo soave della Rosa Mistica attualmente posta sul tempietto sorretto da angeli situato sopra all'altare maggiore;
- Apostoli Pietro e Paolo, statue in marmo del 1826 di Bartolomeo Carrea poste nelle nicchie laterali dell'altare maggiore;
- Santa Margherita d'Antiochia nella nicchia dell'abside, opera di Giacomo Antonio Ponsonelli di Carrara;
- Angelo custode di Anton Maria Maragliano nella cappella omonima;
- San Giovanni Nepomuceno di Anton Maria Maragliano nella cappella omonima.

### Organo a canne

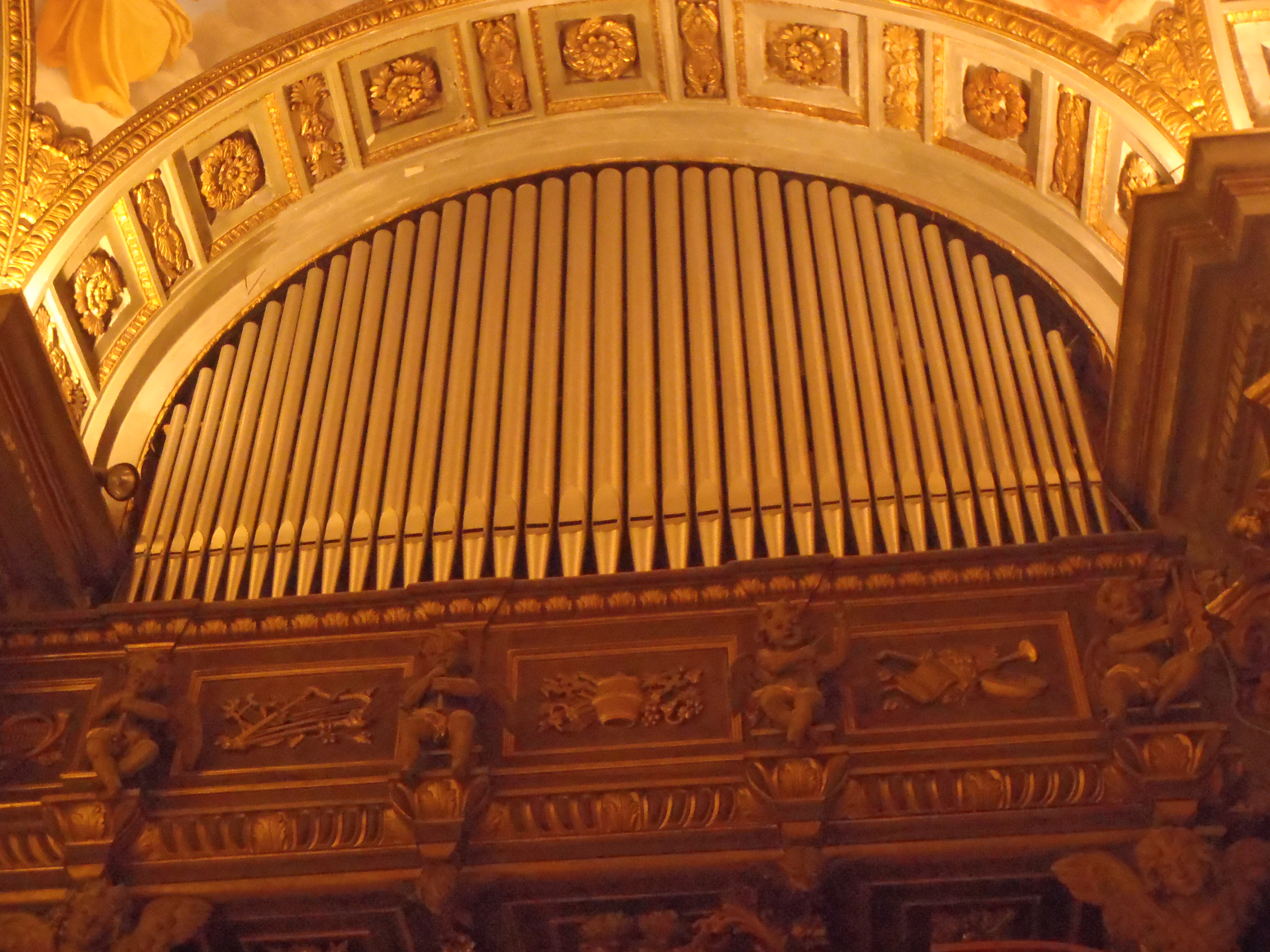
La mostra di uno dei due corpi laterali dell'organo

L'organo a canne della chiesa è stato costruito nel 1964 dalla ditta Parodi & Marin, con materiale fonico del precedente strumento della ditta Inzoli di Crema del 1920. Restaurato e ampliato dalla ditta Fratelli Marin nel 1994.
Lo strumento, a trasmissione elettro-pneumatica, ha due tastiere di 61 note ed una pedaliera di 32. 
I corpi fonici sono dislocati:
- sulla cantoria nella controfacciata, entro la cassa scolpita da Podestà e da Bacigalupo, di un antico strumento di scuola ligure, ovvero di Tommaso Roccatagliata, vi sono collocate le canne del Grand'Organo, dell'Espressivo e le prime 6 canne del registro labiale Contrabbasso 16' del Pedale (bitonali, in legno).
- sull'ingresso della navata laterale destra, si trova la fila del registro ad'ancia Fagotto 16' del Pedale[6] con il suo prolungamento (prime 12 tube in legno con altezza dimezzata, il resto in stagno con altezza reale, registro aggiunto nel 1994 al posto del registro labiale Violoncello 8' al pedale) e il prolungamento del Contrabbasso 16' al pedale (in stagno), con mostra in stile ceciliano (sonante).
- sull'ingresso della navata laterale sinistra, si trova il registro labiale del Subbasso 16' del Pedale con il suo prolungamento (in legno); lì è anche alloggiato l'elettroventilatore che alimenta l'intero strumento, con mostra in stile ceciliano (muta).